# Antoni Bukowy
Antoni Bukowy (ur. 14 czerwca 1891 w Przeworsku, zm. 3 sierpnia 1973 w Świętochłowicach) – polski lekarz, specjalista pulmonolog i epidemiolog, odegrał ważną rolę w opanowaniu epidemii gruźlicy po II wojnie światowej na Górnym Śląsku, w najgęściej zaludnionym obszarze Polski, w Świętochłowicach. 

## Życiorys
W młodości, wiosną 1919 r., brał udział w akcji likwidacji epidemii tyfusu plamistego w okolicach Olkusza.   
Dzieje historyczne ziem polskich sprawiały, że jego kariera medyczna została kilkakrotnie przerywana. Bukowy rozpoczął studia medyczne w 1911 r. we Lwowie na Uniwersytecie Lwowskim jako poddany austro-węgierski. Wybuch I wojny światowej i pobór do armii austro-węgierskiej studia te przerwał. Służył jako jednoroczny ochotnik medyk w sztabie 90 pułku piechoty. Dostał się do niewoli rosyjskiej pod Kraśnikiem. Przebywał we wsi Weschowo w powiecie łukojanowskim guberni niżnonowogrodzkiej.
Uwolniony został po odrodzeniu państwa polskiego w listopadzie 1918 r. W 1920 wznowił studia medyczne na Uniwersytecie Jagiellońskim w Krakowie. Tuż po rozpoczęciu studiów został wcielony do armii polskiej na krótką służbę w charakterze sanitariusza w Szpitalu Wojskowym w Bielsku. W 1921 r. powrócił na studia w Krakowie, które przerwał, by wznowić naukę na Uniwersytecie Lwowskim na Wydziale Lekarskim. Tam, w 1925 r. uzyskał dyplom lekarski. 
W 1928 zamieszkał w Lipinach na Górnym Śląsku, gdzie ożenił się z Heleną Styrną w 1929 r. W 1934, jako oficer rezerwy pozostawał w ewidencji Powiatowej Komendy Uzupełnień Królewska Huta. Posiadał przydział do Kadry Zapasowej 10 Szpitala Okręgowego w Przemyślu.
Na skutek wybuchu II wojny światowej w 1939 r. powołano go do służby wojskowej do Przemyśla. Po klęsce Armii Polskiej, w listopadzie 1939 wrócił na Śląsk do wykonywania zawodu lekarza, gdzie wspierał polski ruch oporu do końca wojny. Po II wojnie światowej pozostał na Śląsku aż do śmierci.
Był członkiem zarządu Polskiego Czerwonego Krzyża i Polskiego Towarzystwa Lekarskiego. 
Za swoje wybitne osiągnięcia w zawodzie lekarza został odznaczony Krzyżem Komandorskim Orderu Odrodzenia Polski.
Jego imieniem nazwano jedną z ulic w Świętochłowicach.